# كورليتو بيرتيكارا
كورليتو بيرتيكارا (بالإيطالية: Corleto Perticara)‏ هي بلدية في مقاطعة بوتنسا في إقليم بازيليكاتا الإيطالي.

## السكان
في سنة 1861 بلغ عدد السكان 5٬151 نسمة، وتطور العدد ليصل في سنة 2011 لـ 2٬607 نسمة.
يظهر هذا المخطط البياني تطور النمو السكاني لـ كورليتو بيرتيكارا